# Aşağı Çamurdere, Çayırlı
Aşağıçamurdere là một xã thuộc huyện Çayırlı, tỉnh Erzincan, Thổ Nhĩ Kỳ. Dân số thời điểm năm 2010 là 48 người.